# Mendenhall-Gletscher
Der Mendenhall-Gletscher, früher Auke-Gletscher genannt, befindet sich 21 km vom Stadtzentrum Juneaus, der Hauptstadt Alaskas, entfernt. 
Er ist einer der Ausläufer des fast 4000 Quadratkilometer großen Juneau Icefield, einer eisblauen, von wildgezackten Dreitausendern umrahmten Welt. Seine Maße (67 Meter hoch und 2,4 km breit) erscheinen klein im Vergleich zu denen des Juneau Icefields. Alle Gletscher dieser Gegend haben dort ihren Ursprung, auch Taku, Eagle, Herbert und 38 weitere große Gletscher sowie etwa 100 kleinere.
Aufgrund einiger klimatischer Bedingungen in Alaska ziehen sich die dortigen Gletscher nicht in dem Maße zurück, wie es weltweit zu beobachten ist. Auch hier gehen die Gletscher zurück, aber nur um 10 bis 15 Meter jährlich. Diese Werte liegen fast an der Grenze der Messgenauigkeit. Der Mendenhall-Gletscher ist jedoch heute deutlich kleiner als zur Zeit der ersten Forschungsreisenden, die ihn Mitte des 18. Jahrhunderts sahen: Seitdem ging er um ca. 800 Meter zurück.
Das Eis an der Kante ist mindestens 150 Jahre alt. Der Gletscherfluss hat eine Länge von knapp 20 Kilometern, die Gletscherzunge ist am Gletschersee, dem Mendenhall Lake, 30 Meter hoch und zwei Kilometer breit. Der angrenzende Mendenhall Lake ist bis zu 60 Meter tief.
Nahe dem unteren Gletscherende befindet sich östlich der Suicide-Gletscher, ein linker Tributärgletscher des Mendenhall-Gletschers.
Den Gletscher benannte 1892 US-Präsident Harrison zu Ehren des amerikanischen Wissenschaftlers Thomas Corwin Mendenhall (1841–1924), der von 1889 bis 1894 als Superintendent der U.S. Coast and Geodetic Survey arbeitete und die Grenzziehung zwischen Alaska (USA) und Kanada überwachte, in Mendenhall-Gletscher um.